# Galago moholi
Galago moholi là một loài động vật có vú trong họ Galagidae, bộ Linh trưởng. Loài này được A. Smith mô tả năm 1834.